# 2046 (фильм)
«2046» — фантастическая мелодрама Вонга Карвая.

## Сюжет
Чоу возвращается в Гонконг после нескольких лет, проведённых в Сингапуре. Он заселяется в дешёвый отель, где сначала хочет снять комнату 2046, поскольку этот номер напоминает ему о прошлом, но это оказывается невозможно, и Чоу селится в соседний номер, 2047. Большая часть фильма рассказывает об отношениях Чоу с постояльцами номера 2046.
Чоу, работавший раньше журналистом, в Гонконге зарабатывает на жизнь писательским трудом. В качестве прототипов героев своих книг — смеси бульварной эротики и фантастики — он использует людей из реальной жизни: владельца гостиницы, всевозможных женщин, постояльцев номера 2046. В книгах Чоу описывает фантастическое будущее, в котором по всей Земле тянется гигантская транспортная сеть, по которой можно перемещаться в любое место и время. Год 2046 он обозначает особенным временем, в которое люди стремятся попасть, чтобы обрести утраченное. Вставки из фантастического мира книг Чоу в фильме перемежаются со сценами из реальной жизни и воспоминаниями самого героя.

## Интересные факты
- Комментарии режиссёра:

«2046» — это эпилог любовной истории, которая уже закончилась. И если в фильме герой приходит к выводу, что ему нужно идти вперёд — это очень позитивно.

- Согласно совместной китайско-британской декларации 1984 года, Гонконг, где происходят события фильма и где сам Вонг Карвай провёл большую часть жизни, с 1 июля 1997 года становился специальным административным районом КНР, а его гражданам гарантировалось сохранение всех их основных прав и свобод сроком на следующие 50 лет. Таким образом, 2046 год — последний год «свободной жизни» Гонконга.

## В ролях
- Тони Люн — Чжоу Мо-ван
- Гун Ли — вторая Су Ли-чжэнь
- Карина Лау — Мими / Лулу
- Такуя Кимура — A-человек
- Фэй Вонг — Ван Цзин-вэнь
- Чжан Цзыи — Бай Лин
- Мэгги Чун — Су Ли-чжэнь

## Съёмочная группа
- Режиссёр — Вонг Карвай
- Продюсер — Вонг Карвай
- Сценарист — Вонг Карвай
- Оператор — Кристофер Дойл
- Композитор — Сигэру Умэбаяси

## Музыка
Музыка созданная специально для фильма композитором Сигэру Умэбаяси:
- «2046 Main Theme»
- «2046 Main Theme (Rumba Version)»
- «Interlude I»
- «Polonaise»
- «Lost»
- «Long Journey»
- «Interlude II»
- «2046 Main Theme» (with Percussion, Train remix)

Использованы композиции:
- Пеер Рабен (англ.) — «Dark Chariot», написанная для фильма «Керель» Р. В. Фасбиндера (1982) и «Sisyphos at Work» для фильма Р. В. Фасбиндера «Третье поколение» (1979)
- Шавьер Кугат — «Siboney» (англ.), «Perfidia» (англ.)
- Конни Фрэнсис — «Siboney»
- Дин Мартин — «¿Quién será?» (англ.)
- Жорж Делерю — «Julien et Barbara» из фильма Ф. Трюффо «Скорей бы воскресенье!» (1983)
- Винченцо Беллини и Феличе Романи — «Casta Diva» из оперы «Норма», в исполнении Анджелы Георгиу и Лондонского симфонического оркестра, дирижёр Эвелино Пидо (англ.), запись 2000 года; отрывок из оперы «Пират»
- Збигнев Прайснер — «Decision» из фильма К. Кесьлёвского «Декалог 5»
- Secret Garden — «Adagio» с английским рожком
- Нэт Кинг Коул и Nat King Cole Trio — «The Christmas Song» (версия 1946 года со струнными)